# سيد محمد حسيني (مقدم برامج)
سيد محمد حسيني (بالفارسية: سید محمد حسینی) من مواليد 4 يوليو 1969م، هو رجل استعراض إيراني مقيم في الولايات المتحدة، وناشط سياسي، ومذيع إذاعي، ومؤسس وزعيم حالي لجماعة معارضة إيرانية تسمى «ريستارت».

## المسيرة المهنية
ولد سيد محمد حسيني في إيران وبدأ العمل في إذاعة جمهورية إيران الإسلامية في عام 1994م كمضيف برنامج تلفزيوني. خلال سنوات عمله، كان حسيني نشطًا كمنتج ومخرج واستضاف عددًا من عروض الألعاب حتى عام 2010م عندما غادر عمله. في عام 2011م، هاجر حسيني إلى الولايات المتحدة كلاجئ سياسي وصار يهاجم جمهورية إيران الإسلامية بشدة.
في الولايات المتحدة، أسس جماعة معارضة تسمى «ريستارت» تنشط حاليًا ضد الجمهورية الإسلامية. منذ بداية جماعته المعارضة، يسعي حسيني جذب الشباب الإيراني إلى مجموعته بهدف يتمثل في تغيير النظام. يشجع حسيني أتباعه على مهاجمة قوات الحرس الثوري الإيراني وقواعد الباسيج والمباني الحكومية في جميع أنحاء البلاد كجزء من خطته للتسبب في انهيار الحكومة. تزعم حركة إعادة التشغيل بقيادة حسيني أن لديها حوالي 20 مليون متابع في جميع أنحاء العالم وتصف نفسها بأنها أكبر جماعة معارضة ضد جمهورية إيران الإسلامية.
تحالفت حركة حسيني، التي تستخدم نظريات المؤامرة والنبوءات، مع الرئيس الأمريكي دونالد ترامب وأنصاره بما في ذلك إنفو وورز وكيو أنون، بمساعدة شعارات على وسائل التواصل الاجتماعي مثل «اجعلوا إيران عظيمة مرة أخرى» (#MIGA).

## الحواشي
1. ↑  IranWire (9 Jan 2018). "The App Powering the Uprising in Iran, Where Some Channels Pushed for Violence". The Daily Beast (بالإنجليزية). Archived from the original on 2019-02-01. Retrieved 2018-01-24.
2. ↑  "The Iranian Game-Show Host Urging His Fans to Burn Mosques". Bloomberg.com (بالإنجليزية). 3 Jan 2018. Archived from the original on 2018-09-07. Retrieved 2018-01-24.
3. ↑  Vue, Toby (4 Feb 2018). "Activist spreads message through Yass on Melbourne–Canberra walk". Yass Tribune (بالإنجليزية). Archived from the original on 2019-12-18. Retrieved 2018-02-05.

## روابط خارجية
- الموقع الرسمي